# Domingo López-Chaves
Domingo López Chaves conocido como López Chaves (Ledesma, Salamanca, 1 de agosto de 1977) es un torero español. 

## Biografía
Tomó la alternativa en manos de José Arroyo "Joselito" como padrino y Enrique Ponce como testigo el 15 de septiembre de 1998 en la plaza de toros de la Glorieta, en Salamanca. La ganadería fue de los hermanos Pedro y Verónica Gutiérrez Lorenzo. El toro, negro zaíno, se llamaba Bichero. Cortó las dos orejas y salió por la puerta grande.
Confirmó la alternativa el 27 de julio de 2003 en Las Ventas con toros de El Jaral de la Mira. Fue su padrino Alberto Ramírez y completó el cartel el también confirmante Rafaelillo. El resultado de la confirmación fue silencio. Torero que goza de gran valentía, se ha especializado en lo denominado "corridas duras", donde ha cosechado sus más grandes éxitos.
Hizo su debut en América el 12 de diciembre de 1998, en la plaza de Guayaquil, Ecuador. Debutó en Venezuela, en la Feria de Nuestra Señora de Regla en la plaza de toros de Tovar alternando con Israel Lancho y el azulitense Jonathan Guillen con reses de Rancho Grande, El Prado y la Consolación. Volvió a los ruedos venezolanos, el 28 de febrero de 2017 en la Feria del Sol en la plaza de toros de Mérida, alternando con Lancho y el merideño Alexander Guillen con toros de los Aranguez, cortando una oreja a cada uno de los toros así abriendo la Puerta Grande. Ese día el segundo de su lote le propinó varias volteretas. Entre las últimas actuaciones señalar las puertas grandes el 15 de septiembre de 2018 y el 16 de septiembre de 2022 en la plaza de toros de Salamanca con toros de Puerto de San Lorenzo y Francisco Galache de Hernandinos, respectivamente.